# Ambitus
Ambitus är ett tonomfång räknat från lägsta till högsta tonen. I medeltida musikteori hade ambitus en speciell betydelse för hur man bestämde vilken kyrkotonart stycket gick i - autentisk eller plagal.